# الثلاثون المجيدة

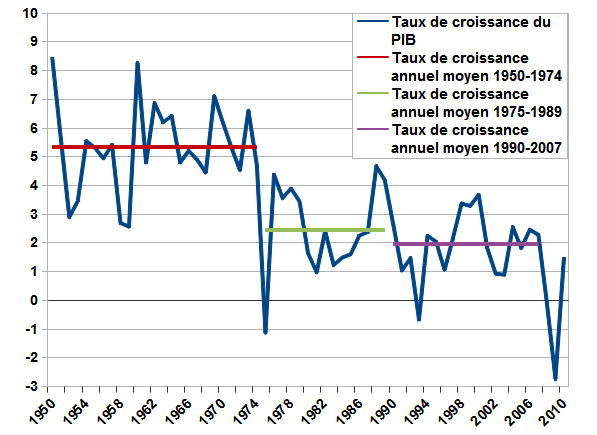

الثلاثين المجيدة (بالفرنسية: Trente Glorieuses) تشير إلى الفترة بين 1945 و1975 التي شهدت فيها أغلب الدول المتقدمة عموما نمو اقتصادي كبير، والذين أغلبهم أعضاء في منظمة التعاون الاقتصادي والتنمية.

تم اختراع هذه العبارة من قبل عالم الاقتصاد الفرنسي جان فوراستييه في 1979 وذلك على منوال الثلاثة المجيدة في إشارة إلى الأيام الثورية 27 و28 و29 يوليو 1830 والتي أسقطت الملك شارل العاشر ملك فرنسا.

الثلاثين المجيدة تمثل ثورة، صامتة طبعا، ولكن جلبت معها تغييرات اقتصادية واجتماعية ضخمة، حيث سجلت انتقال أوروبا، 40 سنة بعد الولايات المتحدة، إلى مجتمع إستهلاكي. حالة فرنسا يمكن أن تشير خاصة إلى العنوان الفرعي لكتاب جان فوراستييه «الثورة الخفية»، ولكن النمو الاقتصادي كان كذلك في إيطاليا وألمانيا وكندا واليابان، وذلك عبر الاستثمار والاستهلاك.

بعد بداية صعبة، ال28 سنة التي تفصل الحرب العالمية الثانية في 1945 وصدمة النفط الأولى سنة 1973، تتميز بالتالي:
- إعادة بناء اقتصاد دمرته الحرب إلى حد كبير.
- العودة إلى حالة توظيف كامل في أغلب الدول المتقدمة، أي نسبة بطالة تقارب الصفر أو تساويه.
- نمو قوي في الإنتاج الصناعي (بمتوسط زيادة سنوية في الإنتاج بحوالي 5٪).
- نمو ديموغرافي كبير في السكان (بيبي بوم) في بعض الدول الأوروبية والشمال أمريكية (خاصة في فرنسا وألمانيا الغربية والولايات المتحدة وكندا).

النمو الكبير سهل بدوره الحصول على الطاقة بصفة عامة، وخاصة الوقود الأحفوري، وكذلك على تدارك تكنولوجي (بالمقارنة مع الولايات المتحدة) في الدول التي كان فيها رأس مالها البشري هام جدا (مستوى التعليم وخبرة العمال).

### الدول المعنية
إذا ما استثنينا فترة ما بعد الحرب العالمية الثانية مباشرة، والتي كانت فترة تدارك بامتياز، فإن الدول الأعضاء في منظمة التعاون الاقتصادي والتنمية عرفوا متوسط معدل النمو السنوي ب4%، ولكن داخل هذه الدول نجد 3 مجموعات:
- نمو بطيئ نسبيا:
  - الولايات المتحدة (3.5% سنويا في المتوسط) وبريطانيا (2.7% في المتوسط).
  - اقتصاد المملكة المتحدة، وبسبب مشاكل في سعر الصرف مع الدولار، لم يعرف هذا النمو الكبير.
- نمو سريع قليلا:
  - فرنسا (5.1% في المتوسط مع العلم أنه وصل في بعض السنوات إلى 7.9%).
  - ألمانيا الغربية (5.1%) وسويسرا (5.25%) وإيطاليا (5.5%).
  - الدول التي تحولت للكتلة الشرقية عرفت نموا قويا أيضا.
- نمو استثنائي:
  - اليابان (10% في المتوسط).

### مميزات النمو
معدل نمو اقتصادي مرتفع:
النمو الاقتصادي لفترة ما بعد الحرب (1950-1973) هو:
- عامة، مع وجود تباينات كبيرة حسب البلد في معدل النمو السنوي المتوسط:

5.64 ٪ في إيطاليا، 6.0 ٪ في جمهورية ألمانيا الاتحادية و 9.29 ٪ في اليابان (النمو الموصوف باسم «المعجزات الاقتصادية»).
5.27 ٪ في سويسرا، 5.05 ٪ في فرنسا.
3.93 ٪ في الولايات المتحدة و 2.93 ٪ في المملكة المتحدة (أقل بكثير وفقا لحسابات انجوس ماديسون 5، لأن هذه البلدان هي في الأصل أكثر تطورا).
- متجانسة، تقاس بحساب الناتج المحلي الإجمالي الحقيقي للفرد، والنمو السنوي في نسب مماثلة: 4.8٪ في إيطاليا، 5.0٪ في ألمانيا، 8.4٪ في اليابان، 4.1٪ في فرنسا، 4,0٪ في سويسرا، 2.2٪ في الولايات المتحدة و 2.5٪ في المملكة المتحدة.
- منتظم طوال الفترة 1945-1973: إن حالات الركود الضعيفة التي لوحظت لا تشكك في هذه الانتظامية حتى أن فترة الثلاثين تدل على توهين التقلبات الدورية التي كانت سمة مميزة للقرن التاسع عشر قبل الحرب.

إن خصوصية المملكة المتحدة تجعل منها دولة «نمو هادئ» تعيش على إنجازاتها. من أجل استعادة معدل نمو مرتفع، قامت حكومة مارغريت تاتشر، في الثمانينيات، بإصلاحات تحرر السوق، وتدفقات مالية ومهاجرة، ولكنها تدمر الخدمات العامة وتزيد عدم المساواة وبالتالي التوترات الاجتماعية.

## مقالات ذات صلة
- التاريخ الاقتصادي لفرنسا
- معجزة اقتصادية

## مؤلفات
- جان فوراستييه، الثلاثين المجيدة، أو الثورة الخفية بين 1946 و1975، فايار (Fayard)، باريس، 1979، 300 صفحة.
- جان شارل أسلان، التاريخ الاقتصادي لفرنسا من القرن الثامن عشر وحتى الوقت الحاضر (مجلدين)، سوي (Seuil)، باريس، 1984.